# Gondwana Records
Gondwana Records è un'etichetta discografica indipendente con sede a Manchester, nel Regno Unito. L'etichetta è stata fondata da Matthew Halsall nel 2008 per supportare i musicisti di Manchester, in particolare quelli che si esibivano al Matt & Phreds Jazz Club.
Fra i principali artisti pubblicati dalla Real World records sono compresi Allysha Joy, Caoilfhionn Rose, Dwight Trible, GoGo Penguin, Hania Rani, John Ellis,  Mammal Hands, Matthew Halsall, Noya Rao, Phil France, Portico Quartet, Sunda Arc e STUFF.